# Odeum des Domitian

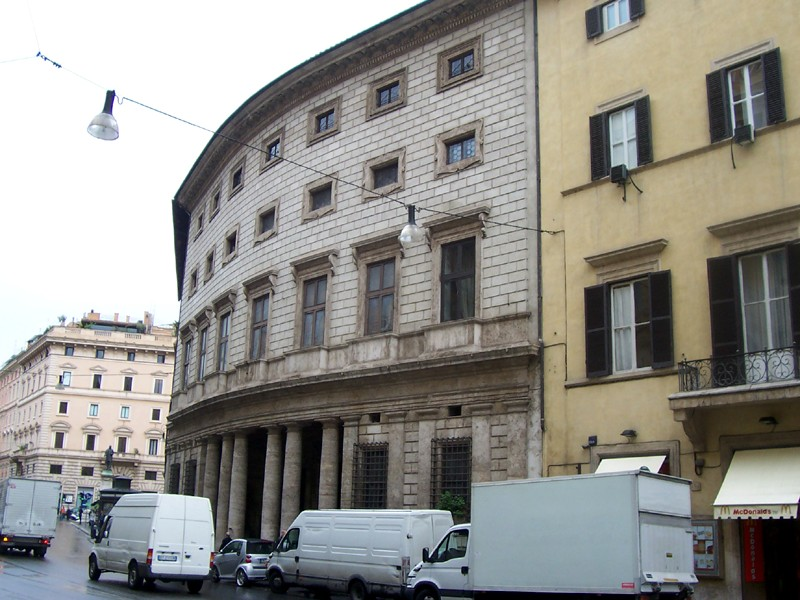
Die gekrümmte Fassade des Palazzo Massimo alle Colonne
entlang des Corso Vittorio Emanuele II

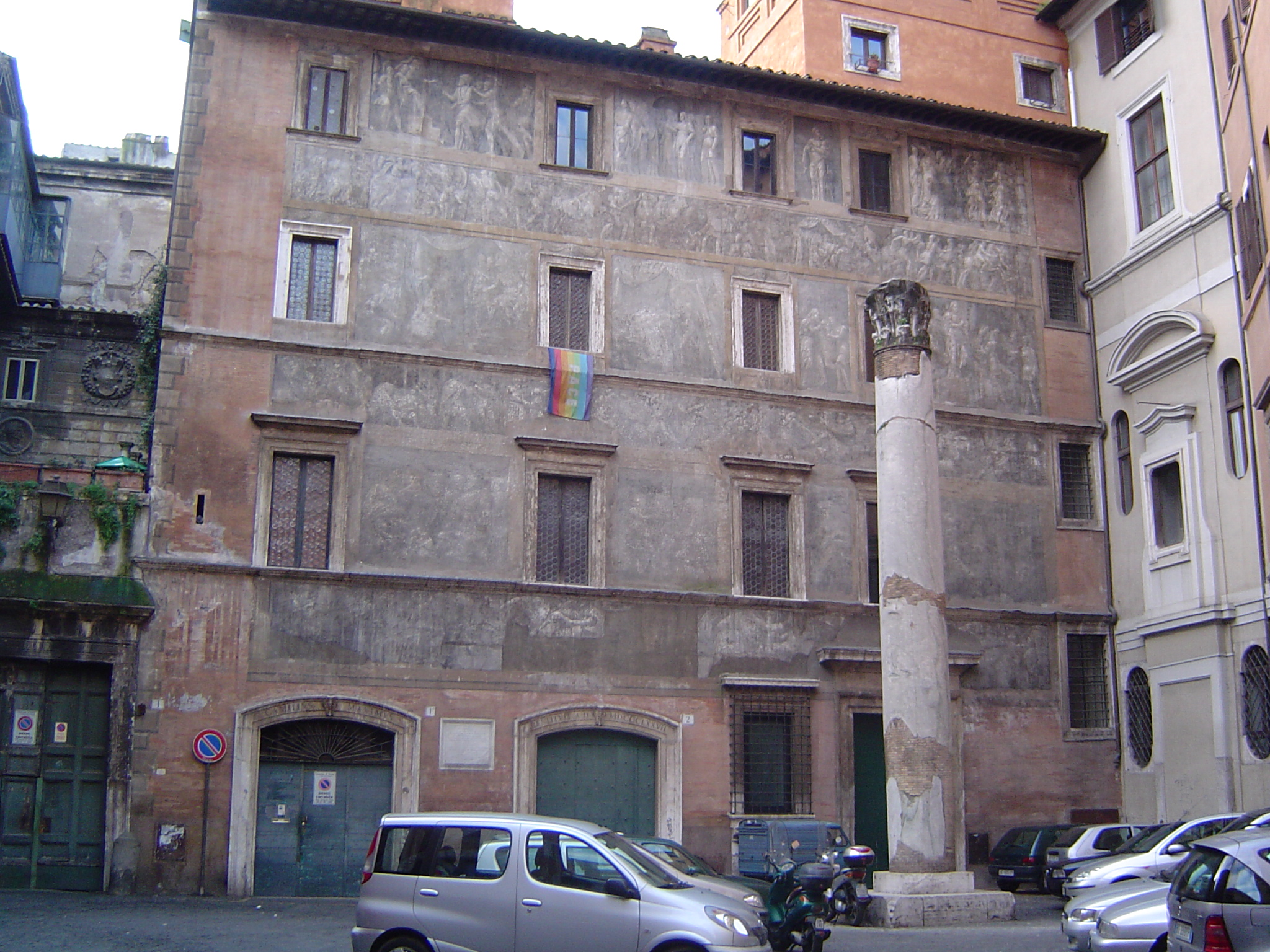
Säule mit Piazza dei Massimi

Das Odeum des Domitian war ein Odeon im kaiserzeitlichen Rom.
Auf dem Campus Martius wurde unter dem  Kaiser Domitian ein Odeon errichtet. Im Jahre 106 wurde das Odeon vom Architekten Apollodor von Damaskus fertiggestellt oder erneuert. Es soll 10.600 Plätze gehabt haben.

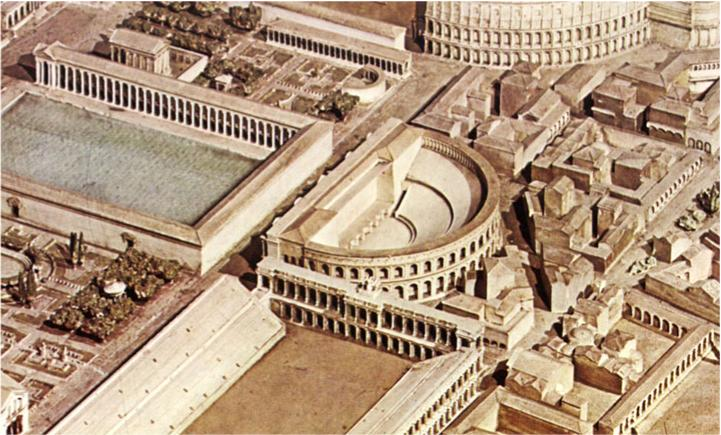
Hypothetisches Modell des Odeon des Domitian auf dem Campus Martius

Das Gebäude besteht heute nicht mehr. An der Stelle befindet sich der Palazzo Massimo alle Colonne. Die gekrümmte Fassade entlang des Corso Vittorio Emanuele II bildet vermutlich die Form des Odeums ab.